# Ebba Maria De la Gardie
Ebba Maria (Pontusdotter) De la Gardie, född den 28 mars 1658, död den 9 juli 1697, var en svensk poet.

## Biografi
De la Gardie var dotter till Pontus Fredrik De la Gardie och Beata Elisabet von Königsmarck. Hon fick en "lärd" utbildning tillsammans med sin syster Johanna Eleonora, som även hon var omtalad för sin bildning och sin poetiska talang, och sina kusiner Amalia Wilhelmina Königsmarck och Maria Aurora Königsmarck. Hon var gunstling hos drottning Ulrika Eleonora d. ä..
Under vintern 1683–1684 uppfördes den svenska urpremiären av Iphigenie av Racine av en grupp kvinnliga amatörer vid hovet under beskydd och uppmuntran av den svenska drottningen, Ulrika Eleonora. Johanna Eleonora De la Gardie spelade Iphigenie, Amalia Wilhelmina Königsmarck Achilles, Aurora Königsmarck Clitemnestre, Augusta Wrangel Agamemnon och Ebba Maria De la Gardie Eriphile. Detta var troligen den första pjäs som uppfördes exklusivt av kvinnor i Sverige.
Det mest av De la Gardies poesi är inte bevarad. Hon skrev dikter inför olika händelser vid hovet, så kallad tillfällighetspoesi. Hon författade Andliga Betraktelser, och sjöng 1692 ett tyskt sorgekväde vid faderns begravning, bevarat i De la Gardieska arkivet, del. VII. Hon skrev även ett kväde vid drottning Ulrika Eleonoras död 1693 på tyska och svenska, och en lyckönskan till Karl XI på svenska. Hon var mycket uppmärksammad av sin samtid. Vid hennes död slogs en medalj, som på framsidan visar hennes bild i profil, på baksidan inskriptionen: "Ebba Maria De la Gardie Ponti Friderici filia Iacobi neptis. Nata 1657 obiit 1697". Vid hennes grav skrev professor Petrus Lagerlöf: "Advena, si quœris, cur hœc inupta virago / Manserit, hoc discas: altera Pallas erat".